# Едмонтон (футбольний клуб)
Едмонтон (англ. Edmonton FC) – професіональний футбольний клуб з Едмонтона (Канада), що грає у Північноамериканській футбольній лізі –  футбольному дивізіоні 2-го рівня США і Канади. Заснований у 2010 році.
Домашні матчі проводить на Кларк Стедіум. За час своїх виступів у лізі «Едмонтон» двічі виходив до стадії плей-оф.